# Domony
Domony é um município da Hungria, situado no condado de Peste. Tem 21,8 km² de área e sua população em 2015 foi estimada em 2.108 habitantes.